# گیونگ‌سان
گیونگ‌سان
شهر گیونگ‌سان (به کره‌ای: 경산) (به انگلیسی: Gyeongsan) با جمعیت  ۲۴۲٫۲۹۷  نفر در ایالت  جئونسانگبوک-دو در کشور کره‌جنوبی واقع شده‌است.